# Cámara de Comercio Surinam-Guyana
La Cámara de Comercio Surinam-Guyana, inglés: Suriname-Guyana Chamber of Commerce (SGCC), es una cámara de comercio internacional que tiene como objetivo fortalecer los lazos económicos entre Surinam y Guyana. El SGCC fue lanzado el 24 de febrero de 2024.
El 30 de agosto de 2023, la SGCC celebró su primera reunión virtual de partes interesadas con representantes de empresas de Surinam y Guyana. La reunión fue organizada por Henna Soerdjoesing, directora del Ministerio de Asuntos Exteriores, Negocios Internacionales y Cooperación Internacional (BIBIS) de Surinam. Otros asistentes fueron el ministro surinamés, Albert Ramdin, y el embajador de Guyana Virjanand Depoo. El 3 de enero de 2024, Rahul Lildhar fue presentado como el nuevo director ejecutivo (CEO).
Además de las relaciones comerciales binacionales, la SGCC promueve las relaciones comerciales de ambos países en sedes extranjeras, como en mayo de 2024 en Houston, Texas, en la Offshore Technology Conference (OTC). En el evento comercial binacional inaugural que se celebrará del 5 al 9 de junio de 2024, Paramaribo acogerá la delegación comercial de Guyana más grande de la historia.